# Hyphercyna luedersi
Hyphercyna luedersi är en fjärilsart som beskrevs av Christian Johannes Amandus Sauber 1899. Hyphercyna luedersi ingår i släktet Hyphercyna och familjen Crambidae. Inga underarter finns listade i Catalogue of Life.